# Saiman 208
Il Saiman 208 era un monomotore da addestramento biplano sviluppato dall'azienda italiana Società Anonima Industrie Meccaniche Aeronautiche Navali (SAIMAN) nella prima metà degli anni quaranta e rimasto allo stadio di prototipo.

## Storia del progetto
Dopo il fallimento di un primo concorso per un velivolo da addestramento emesso dalla Direzione Generale Costruzioni Aeronautiche, il 24 novembre 1940 la stessa DGCA emise una seconda richiesta relativa ad un biplano, biposto a carrello fisso, destinato a completare l'addestramento acrobatico dell'allievo proveniente dai corsi su AVIA FL.3.
A tale specifica risposero cinque ditte che presentarono altrettanti progetti, tutti equipaggiati con propulsore Isotta Fraschini Beta. L'ingegnere Mario Bottini della SAIMAN presentò il progetto 207B che, una volta esaminato dalla DGCA fu oggetto di molteplici critiche per quanto riguardava il non realistico peso a vuoto, per l'impennaggio di coda, per la soluzione adottata nella costruzione della fusoliera e del carrello d'atterraggio.
Dopo la 58ª riunione tenutasi presso il Comitato Progetti della Regia Aeronautica, il Capo di stato maggiore Francesco Pricolo decise di ordinare la costruzione di due prototipi ciascuno dei progetti CANSA C.6, Breda Ba.205 e SAIMAN 207. A quest'ultimo fu imposto la ridenominazione di SAIMAN 208 per evitare confusione con il caccia leggero SAI Ambrosini 207.

## Tecnica
Il SAIMAN 208 era un biplano con ali di uguali apertura, ma non intercambiabili, che  vedevano la presenza degli alettoni solo su quelle inferiori.  La fusoliera era costituita da un sistema reticolare in legno irrigidito parzialmente da pannelli di compensato.  L'impennaggio di coda era del tipo classico monoderiva, dotato di piani orizzontali controventati. Il carrello di atterraggio era di tipo triciclo classico, con le ruote principali ricoperte da una cofanatura, ed integrato posteriormente da un ruotino di coda.
Biposto, dotato di due abitacoli aperti in tandem, l'anteriore per il pilota ed il posteriore per l'allievo, dotati di parabrezza.
La propulsione era affidata ad un motore in linea Isotta-Fraschini Beta RC.10 a 6 cilindri raffreddati ad aria, erogante la potenza di 280 CV azionante un'elica bipala lignea. Il peso del propulsore era pari a 285 kg.

## Impiego operativo
Il primo prototipo, matricola MM.476, volò per la prima volta il 17 novembre 1941 nelle mani del collaudatore Luigi Pessione. Dopo tale volo il propulsore I.F. Beta venne lungamente provato a terra, ed infatti entro il 12 dicembre furono effettuate 5h 26' di volo e 6h 15' di funzionamento a terra. Tra la metà del mese di marzo e la metà di aprile il velivolo fu esaminato da una missione militare ungherese a Cameri, e successivamente destinato all'effettuazione di prove statiche. Il secondo prototipo, MM.477, leggermente modificato rispetto al primo, volò per la prima volta il 15 settembre 1942 sempre nelle mani del collaudatore Pessione.  I primi collaudi non diedero esiti soddisfacenti, e ripresero nel marzo 1943, dopo una sosta di circa sei mesi, dando questa volta esiti soddisfacenti in volo. Il 19 maggio dello stesso anno il prototipo fu trasferito presso il Centro Sperimentale di Guidonia, ma dopo ulteriori collaudi si decise di abbandonarne definitivamente lo sviluppo.

## Utilizzatori
Italia
- Regia Aeronautica

### Annotazioni
1. ↑  La B stava per Beta, dal nome del propulsore.
2. ↑  Dotato di un'eccessiva altezza che metteva in ombra i piani orizzontali, e ritenuto non adatto al volo acrobatico.
3. ↑  L'adozione del ruotino di coda fu ritenuta superflua.
4. ↑  Tale commissione valutò anche il prototipo del CANSA C.6.
5. ↑  Si distingueva per la modifica della parte inferiore dell'impennaggio verticale, e per l'aumento di 10 centimetri in altezza della fusoliera in corrispondenza del ruotino di coda.

### Fonti
1. ↑  Brotzu, Cosolo 1977, p. 73.
2. 1 2 3  Brotzu, Cosolo 1977, p. 75.
3. 1 2  Brotzu, Cosolo 1977, p. 76.
4. 1 2 3 4 5 6 7 8  Brotzu, Cosolo 1977, p. 77.
5. 1 2  Brotzu, Cosolo 1977, p. 78.